# Месје 107
Месје 107 (М107) је збијено звездано јато у сазвежђу Змијоноша које се налази у Месјеовом каталогу објеката дубоког неба.
Деклинација објекта је - 13° 3' 11" а ректасцензија 16h 32m 31,9s. Привидна величина (магнитуда) објекта М107 износи 7,8. М107 је још познат и под ознакама NGC 6171, GCL 44.